# Agathiphagidae
De Agathiphagidae zijn een familie van vlinders. De familie telt 2 soorten in 1 geslacht.

## Soorten
- Agathiphaga Dumbleton, 1952
  - Agathiphaga queenslandensis Dumbleton, 1952
  - Agathiphaga vitiensis Dumbleton, 1952